# Buner (Distrikt)

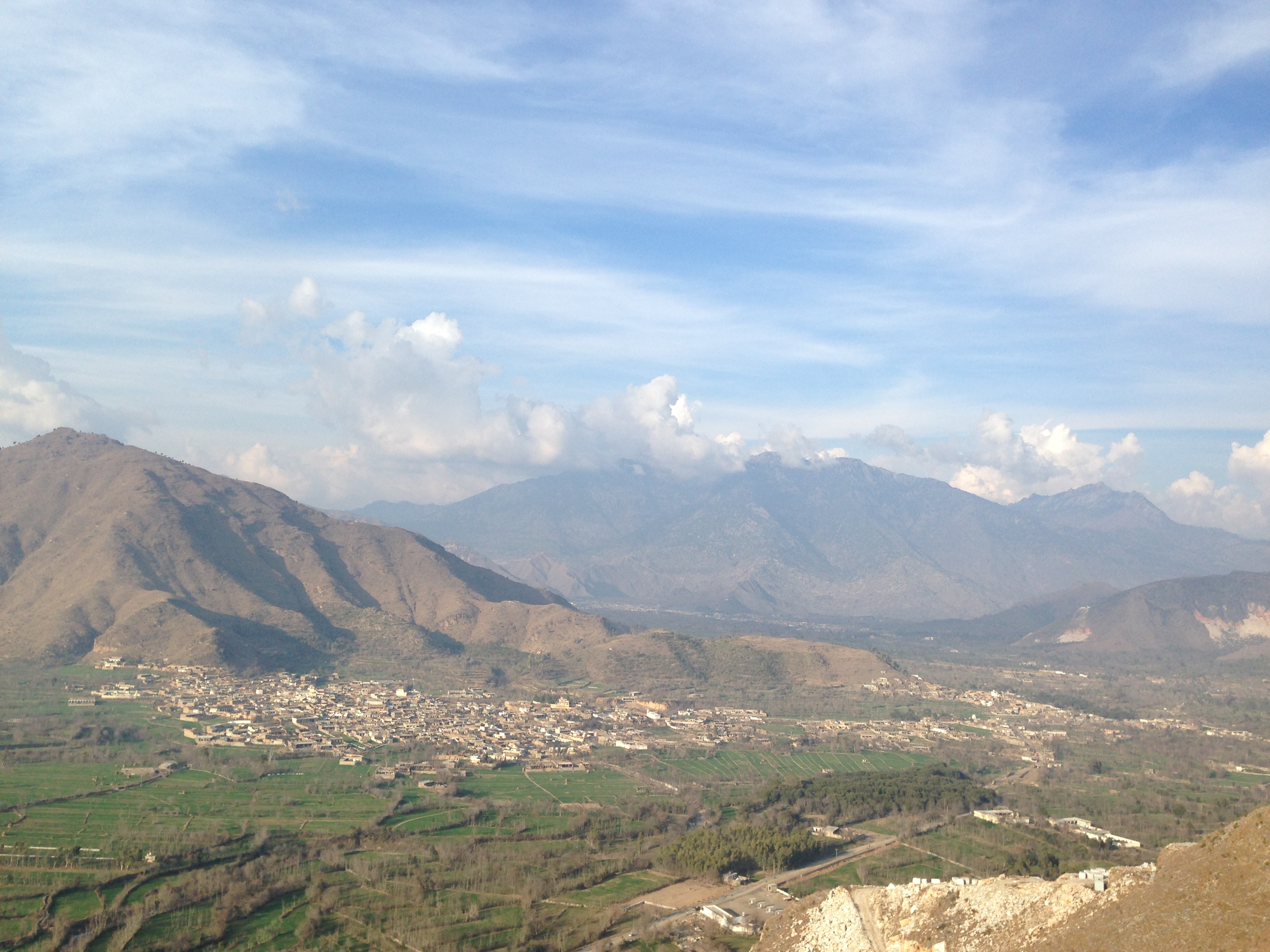
Landschaft in Buner

Der Distrikt Buner ist ein Verwaltungsdistrikt in Pakistan in der Provinz Khyber Pakhtunkhwa. Sitz der Distriktverwaltung ist die Stadt Daggar.
Der Distrikt hat eine Fläche von 1865 km² und nach der Volkszählung von 2017 897.319 Einwohner. Die Bevölkerungsdichte beträgt 481 Einwohner/km².

## Geografie
Der Distrikt befindet sich im Nordosten der Provinz Khyber Pakhtunkhwa, die sich im Norden von Pakistan befindet.

## Geschichte
Der Distrikt wurde 1991 aus Teilen von Swat geschaffen.
Im April 2009 übernahmen die Taliban nach Kämpfen die Kontrolle über Buner. Berichten zufolge wurden strenge Regeln durchgesetzt, darunter das Verbot von Filmen und Videos, des Bartschneidens und Frauen durften öffentliche Plätze nicht mehr betreten. Am 29. April reagierte die Regierung auf die Taliban, indem sie die Armee in die Region entsandte. Bis Ende Mai 2009 waren die meisten Teile des Distrikts von den Taliban befreit.

## Demografie
Zwischen 1998 und 2017 wuchs die Bevölkerung um jährlich 3,05 %. Die Bevölkerung lebt zu 100 % in ländlichen Regionen. In 94.095 Haushalten leben 446.997 Männer, 450.317 Frauen und 5 Transgender, woraus sich ein Geschlechterverhältnis von 99,3 Männer pro 100 Frauen ergibt und damit einen für Pakistan seltenen Frauenüberschuss.
Die Alphabetisierungsrate in den Jahren 2014/15 bei der Bevölkerung über 10 Jahren liegt bei 38 % (Frauen: 18 %, Männer: 61 %) und damit unter dem Durchschnitt der Provinz Khyber Pakhtunkhwa von 53 %.
| Jahr | Einwohnerzahl |
| ---- | ------------- |
| 1972 | 187.984       |
| 1981 | 265.517       |
| 1998 | 506.048       |
| 2017 | 897.319       |